# Opoczno
Opoczno là một thị trấn thuộc huyện Opoczyński, tỉnh Łódźkie ở trung tâm Ba Lan. Thị trấn có diện tích 25 km². Đến ngày 1 tháng 1 năm 2011, dân số của thị trấn là 22685 người và mật độ 917 người/km².